# Parnassius stubbendorfii
Parnassius stubbendorfii är en fjärilsart som beskrevs av Ménétriés 1849. Parnassius stubbendorfii ingår i släktet Parnassius och familjen riddarfjärilar. Inga underarter finns listade i Catalogue of Life.